# Världsfederalisterna
Världsfederalisterna (en: World Federalist Movement/Institute for Global Policy, Ltd.) är en global folkrörelse med huvudkontor mittemot FN:s högkvarter i New York, USA. Rörelsen har associerade organisationer över hela världen.
Rörelsen grundades 1947 i Montreux, Schweiz och har samlat människor från hela världen som delar teorin om att skapa ett världsomfattande demokratiskt federalt system, där makten fördelas på olika nivåer. Den verkställande makten ska enligt teorin styras av en folkvald världsregering, medan den lokala makten ska finnas kvar i varje land. I Sverige är finns Föreningen Sveriges Världsfederalister (SVF).
Organisationen har enligt uppskattningar mellan 30 000 och 50 000 anhängare.